# Juan Bautista Arconada Pérez
Juan Bautista Arconada Pérez (ur. 15 lutego 1890 w Carrión de los Condes, zm. 7 października 1934 pomiędzy Santullano a Mieres) – brat zakonny, jezuita, męczennik z okresu prześladowania religijnego, które poprzedziło wojnę domową w Hiszpanii.